# Matúš Kuník
Matúš Kuník (Piešťany, 14 maggio 1997) è un calciatore slovacco, centrocampista del Bad Ischl.

## Caratteristiche tecniche
È un mediano.

## Carriera

### Club
Cresciuto nelle giovanili del Nitra, ha esordito in prima squadra il 17 ottobre 2015 in occasione del match di Superliga perso 2-0 contro il Sereď.